# Menelaees
Les Menelaees (en grec antic: Μενελάεια) eren un festival celebrat a Terapne (Lacedèmon) en honor de Menelau i Helena, que suposadament eren enterrats allí.
Tot i que el festival portava el nom de Menelau, Helena era la figura més destacada i, era considerada una deessa de l'alba que, segons que diu Heròdot, concedia la bellesa als nens; per això, hom pensa que el festival també rebia el nom d'Helenees. Heròdot explica que al temple d'Helena hi anava cada dia a resar una dida per demanar que la noia que cuidava, molt lletja, es transformés en una noia bella. Un dia va aparèixer Helena, i amb una carícia va transformar la noia.
No es coneixen ritus específics per a Menelau, però se sap que se celebrava una processó de donzelles espartanes a la ciutat en honor d'Helena, on desfilaven dalt de carros adornats amb vímet anomenats cànatres (κάναθρα).